# Musée départemental de la Résistance et de la Déportation (Toulouse)
Pour les articles homonymes, voir Musée de la Résistance et de la Déportation.
Le musée de la Résistance et de la Déportation de la Haute-Garonne est un musée départemental situé à Toulouse en France, au 52 allée des Demoiselles. En complément le monument à la gloire de la Résistance est présent sur l'esplanade Alain-Savary (allée Frédéric-Mistral).

## Historique
Le musée départemental a été inauguré en 1994 à l'occasion du cinquantième anniversaire de la libération de Toulouse et du département de la Haute-Garonne. Un musée existait depuis 1974 regroupant des documents que conservaient des particuliers.
Sa mission  est de faire comprendre la période de notre histoire allant de la fin de la Première Guerre mondiale jusqu’à la Libération de la France et la vie de ceux qui l’ont vécue, et tout particulièrement la dictature de Vichy et l’Occupation.

## Collections et expositions
Le second étage est consacré aux collections permanentes  tandis que le premier étage est dédié à des expositions temporaires.
Le musée possède également un centre documentaire, un fonds important d'archives et un auditorium.
L'exposition permanente présente d'abord le déroulement des événements de la montée du fascisme, jusqu’à la Libération et la reconstruction.
Une seconde partie est dédiée à la Déportation.
La Marianne noire
Le buste de la Marianne noire est un don au musée de la franc-maçonnerie toulousaine en 1977. Il a été commandé en 1848, l'année de la seconde abolition de l'esclavage, supposément au sculpteur maçonnique Bernard Griffoul-Dorval et possède plusieurs symboles maçonniques. Il est en plâtre et lait de chaux de 90 kg et de 1,20 mètre de haut, et était originellement peint en bronze. En 1941, après avoir été plusieurs fois abimé par des membres du régime de Vichy, il a été enterré par des résistants francs-maçons et a disparu jusqu'à sa donation au conseil départemental en 1977.

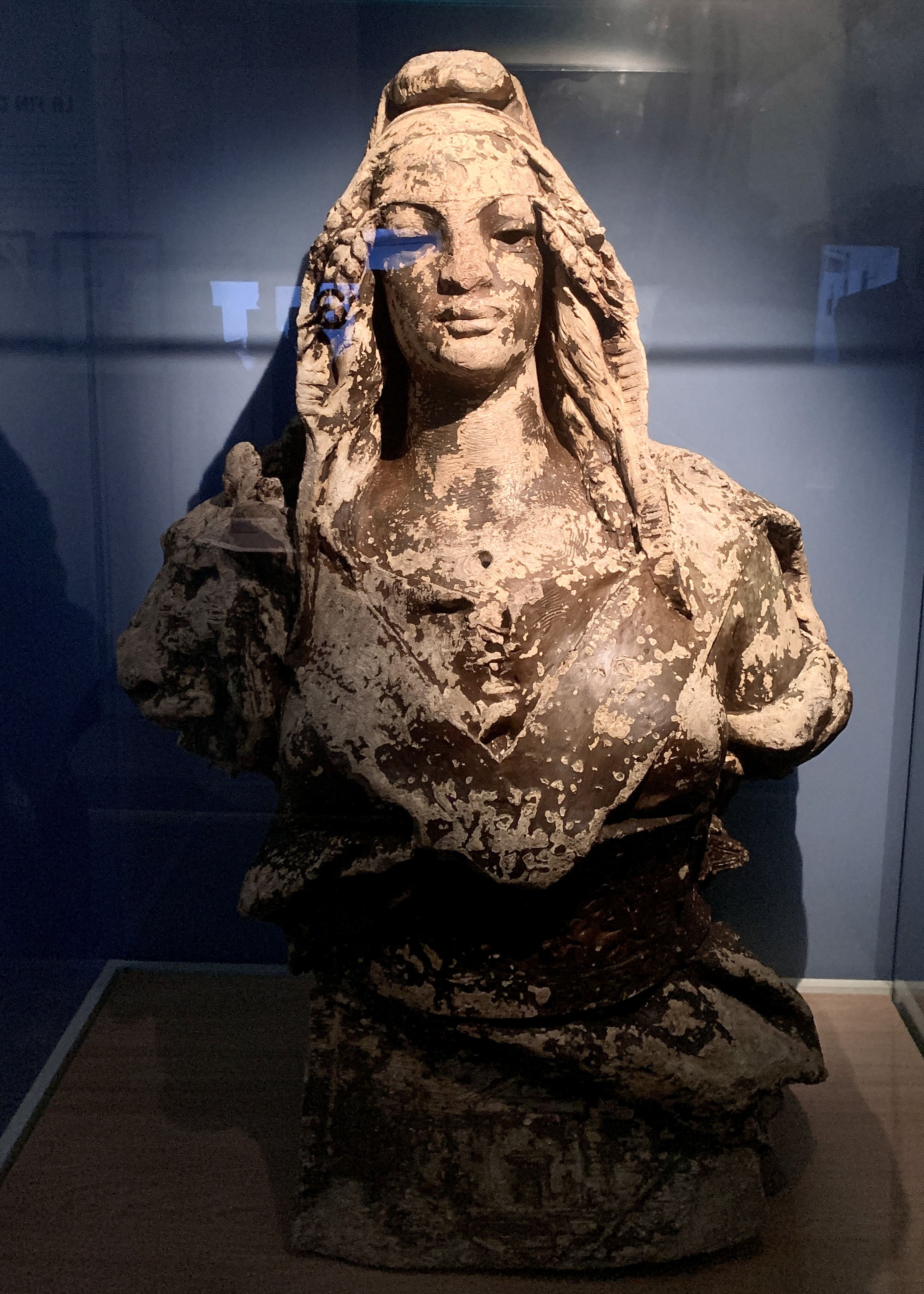
Buste de la Marianne Noire